# Kneitinger

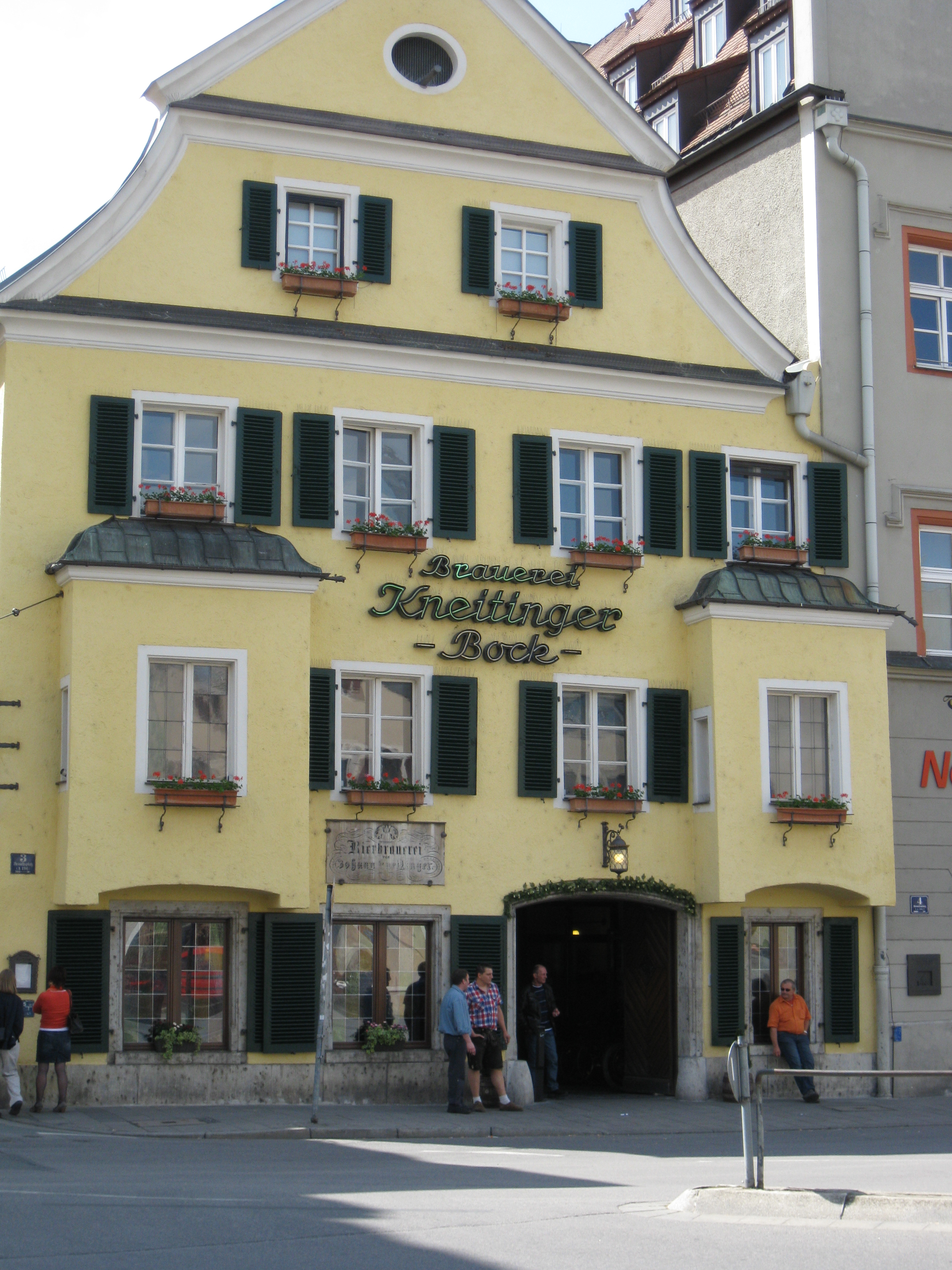
L'auberge Kneitinger à Ratisbonne situé sur l'Arnulfsplatz.

La brasserie Kneitinger est une brasserie et auberge située sur l'Arnulfsplatz de Ratisbonne en Bavière. Aujourd'hui l'entreprise est dirigée par une fondation à but lucratif. 

## Histoire de la brasserie
En 1590, l'existence d'une brasserie sur l'Arnulfsplatz de Ratisbonne, où se trouve encore le restaurant « der Knei », a été mentionnée pour la première fois dans un document. Les débuts réels de la brasserie sont susceptibles de remonter encore plus loin, car la brasserie aurait été fondée vers 1530. Au fil des ans, la brasserie a été vendue encore et encore. L'avant-dernier propriétaire avant la famille Kneitinger était le brasseur de bière Johann Georg Islinger. En 1836, il acheta un terrain sur Galgenberg afin de construire une cave à bière d'été et de diriger une auberge, aujourd'hui « jardin de bière » Kneitinger Keller. Peu de temps après, il remit la propriété à son fils Joseph Franz Islinger, mort en 1861. Sa veuve Maria Islinger dirigea d'abord seule la brasserie. En 1862, la brasserie et la cave entrèrent en possession de son second mari Johann Kneitinger Ier, originaire d'Abensberg qui apprit le métier de maître brasseur dans sa propre entreprise. En 1865, il réussit son examen de compagnon avec distinction et réorganisa la brasserie. La Kneitinger Bockbier qu'il brassait était déjà une spécialité de la maison à l'époque et l'est encore aujourd'huI. 
Après la mort de Johann Kneitinger Ier, son fils, Johann Kneitinger II, reprit l'entreprise et affina les recettes de son père et eut beaucoup de succès avec la Bockbier. En octobre 1892, il fut le fondateur du restaurant de l'Arnulfsplatz, qui est aujourd'hui la maison ancestrale des Kneitinger. Johann Kneitinger II mourut le 15 septembre 1923 et la société tomba aux mains de son fils Johann Kneitinger III, né en 1899, qui avait étudié le brassage à Munich. En 1945, le restaurant de la cave d'été est détruit et reconstruit après la fin de la guerre avec des investissements considérables. Johann Kneitinger III. continua l'entreprise dans la vieille tradition familiale jusqu'à sa mort en 1975.
Après sa mort, la brasserie Kneitinger est transmise à sa femme Sofie Kneitinger, qui reçoit la Médaille Matthäus Runtinger par la ville de Ratisbonne en 1980,
Comme Sofie Kneitinger n'avait pas d'héritiers (son mariage avec Johann était resté sans enfant), elle décide de transférer ses biens à une fondation caritative appelée «Fondation Hans et Sofie Kneitinger». La fondation date du 5 décembre 1985. La fondation a agrandi l'entreprise en vendant des propriétés de la propriété privée héritée de Sofie Kneitinger et a ainsi pu financer l'acquisition d'autres restaurants. En outre, la société-mère sur l'Arnulfsplatz a été rénovée et modernisée pour un montant de DM à sept chiffres provenant du produit de la vente du terrain.
Sofie Kneitinger meurt en 1991, après quoi la brasserie est transférée à la fondation après 115 ans de propriété familiale. D'une part, la Fondation Hans-und-Sofie-Kneitinger est fortement impliquée dans la prise en charge régionale des enfants et des personnes âgées, notamment en soutenant l'éducation à domicile des enfants et les maisons de retraite. D'autre part, d'autres bâtiments historiques et restaurants traditionnels sont également achetés et rénovés. 

## Sortes de bière
Outre une bière légère («Edel-Pils»; 5,2% vol.; 89% du volume de brassage) produite selon la technique de la bière de Pilsen, la brasserie Kneitinger produit également une bière brune, la «Dunkel Export» (5 , 5% Vol.), ainsi que la traditionnelle Kneitinger Bock (6,8% vol.). Parallèlement, elle produit une bière légère («Sommerbier 1861»; 4,9% vol.) et une bière sans alcool (moins de 0,5% vol.). 